# Yingshan (Huanggang)
Der Kreis Yingshan (chin. 英山县; Pinyin: Yīngshān Xiàn) ist ein Kreis im Nordosten der chinesischen Provinz Hubei. Er gehört zum Verwaltungsgebiet der bezirksfreien Stadt Huanggang. Er hat eine Fläche von 1.441 Quadratkilometern und zählt 363.900 Einwohner (Stand: Ende 2019). Sein Hauptort ist die Großgemeinde Wenquan 温泉镇.

## Administrative Gliederung
Auf Gemeindeebene setzt sich der Kreis aus acht Großgemeinden und drei Gemeinden zusammen. 